# 艾琳·麦格林
艾琳·麦格林（英語：Aileen McGlynn，1973年6月22日—），英国女子自行车运动员。她曾代表英国参加2004年、2008年、2012年和2020年夏季残疾人奥林匹克运动会自行车比赛，获得三枚金牌、三枚银牌和一枚铜牌。